# パルプ

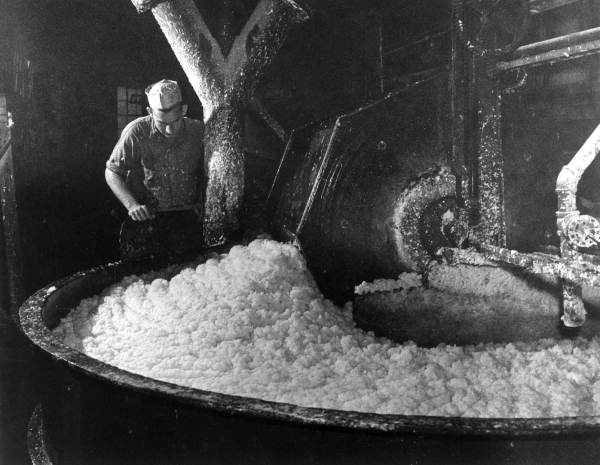
パルプの製造

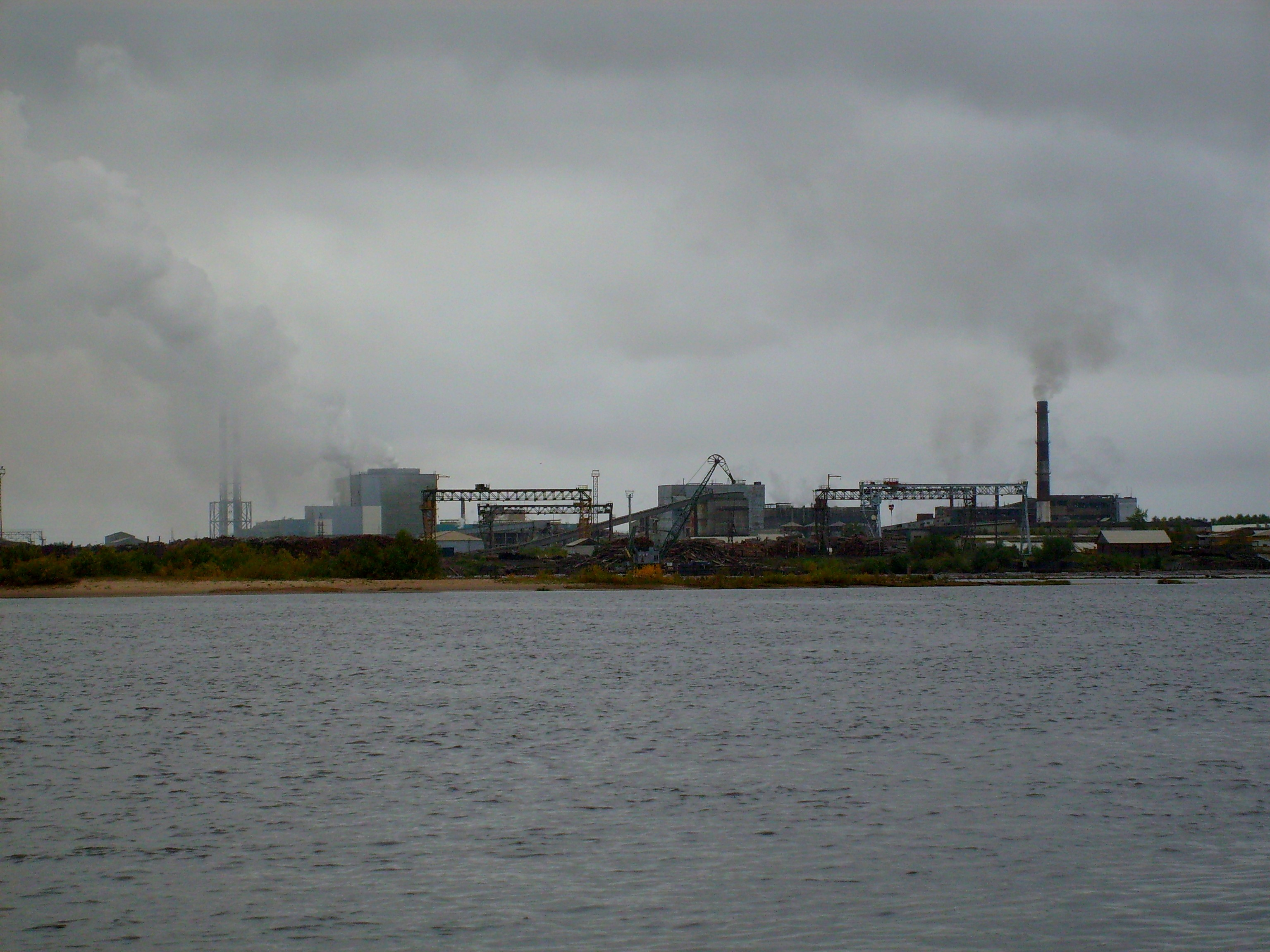
パルプ工場

パルプ（英:pulp）とは、主に製紙に用いるために分離した植物繊維である。現在は主に木材を原料としてパルプを製造するが、水素結合を生じる繊維であれば製紙原料として使用できるため、草・藁・竹などの原料からパルプを抽出することも出来る。
1719年にフランス人のルネ・レオミュールはスズメバチの巣が木の繊維でできていることを発見し、木材パルプを使った紙を作ることを思いついた。1765年にドイツ人のシェッフェルがそれを実際に行い、巣から紙を作ることに成功する。1840年にドイツ人のフリードリッヒ・ゴットロープ・ケラーがパルプを人工的に製造する方法を発見し、1854年に彼が砕木機を開発したことから紙を大量に製造できるようになった。

## 種類
パルプは原料の違いから主に木材パルプと非木材パルプに大別される。また既に紙にしたものを回収して原料とした古紙パルプに対して、木材や非木材から直接作られたパルプをバージンパルプと呼ぶ場合がある。

### 木材パルプ
一般に木材の幹の樹皮を取り除き、そのまま、あるいは小片(チップ)化したものを機械的、半化学的、化学的に処理して製造される。原料の木材として成長が早くパルプ化に適した樹種や品種を選定し植林して計画的に得られる植林木の利用比率が高まっている。
N材（Nadelholz/ナーデルホルツ）
針葉樹（ドイツ語で Nadelbäume という）を原料とする。繊維が長く、丈夫なパルプが生産できる。但し、針葉樹は成長が遅い、生育地域が限定されるなどの要因がある。モミ、マツなどがよく使われる。
L材（Laubholz/ラオプホルツ）
広葉樹を原料とする。繊維が短く、キメの細かいパルプが生産できる。強度はN材に劣る。ユーカリ、ポプラなどがよく使われる。

### 非木材パルプ
非木材パルプは木材パルプに比べて一般に繊維が長く、白色度が低めである。多様な種類があるが、その特性を生かして和紙や薄手の特殊紙に利用されることが多い。木材パルプに比べ、原料の集荷集積が効率的ではなく、大規模な製造もされていないため、一般に木材パルプよりも高価となっている。和紙に使うコウゾ、ミツマタなどの植物は機械による大量生産にはほとんど用いられない。
ワラパルプ
イネ科麦藁・稲藁などが原料となる。麦・米の収穫後に供給が始まるが、収穫期以外は供給されないという欠点がある。また、生産地域、土壌、麦・米の品種によって品質が大きく変動するので、同じ品種の麦・米や生産地域からの原料集積によって生産することが望ましい。
バガスパルプ
イネ科サトウキビの絞りかす(製糖残渣)を原料とする。熱帯では安定供給が可能であるが、地域によっては季節要因によりサトウキビが取れない時期は供給がストップする。
ヨシパルプ
イネ科のヨシを採取して原料とする。中国湖南省などで実用的に使われているほか、日本の滋賀県などで宣伝的に使われている。
ケナフパルプ
アサ科のケナフを採取して原料とする。
クワパルプ
養蚕に使うクワ科のクワの枝を副次的に原料とする。中国広西チワン族自治区などで実用化されている。
果実パルプ
オレンジ、ミカン、グレープフルーツ、リンゴなどの柑橘類の中果皮、さのうの膜、じょうのうなどの繊維質。

### 古紙パルプ
古紙や裁落(さいらく)を原料とするパルプ。脱墨したものをDIP(De-Inked Pulp)と呼ぶ。原料である古紙を水に溶解し、機械的な力や重力、界面活性剤などの薬品を利用して紙繊維以外の異物(金属やフィルム、粘着性樹脂、印刷インキ、コピートナーなど）を分離・除去する。さらに用途に応じて白さを高めるよう漂白処理を加え、脱水・乾燥し紙原料の古紙パルプとなる。
古紙は回収量、ルート、紙の種類、分別状態などによってその供給能力や品質・利用用途・価格などが大きく左右される。環境への負荷を下げるためには、回収ルートを確立して、利用率を上げるべきであるが、再処理の過程で環境的な負荷の発生は避け得ず、より適切な古紙の回収や古紙処理の方法を探ることが今後も必要と言える。

## 製法
パルプは製法によって、機械パルプと化学パルプに大別される。

### 機械パルプ
物理的な力で木材を破砕することでパルプ化する方法で、できたパルプを機械パルプ「MP」(Mechanical Pulp)と呼ぶ。種類には砕木パルプ（GP、Ground Pulp）、 リファイナーグランドパルプ（RGP、Refiner Ground Pulp）、サーモメカニカルパルプ（TMP、Thermo-Mechanical Pulp）、ケミサーモメカニカルパルプ（CTMP、Chemi-Thermo-Mechanical Pulp）などがある。パルプ繊維が剛直であるのが特徴である。また、繊維中にリグニンなどを大量に含むので、長時間保存すると褪色する。その代わり、木材からのパルプ収率は80パーセント程度と高い。

### 化学パルプ
化学的な反応で、木材（チップへの破砕は必要）を分解・リグニンなどを分離する（蒸解と呼ぶ）ことでパルプ化されたパルプを、総じて化学パルプ「CP」(Chemical Pulp) と呼ぶ。種類にはクラフトパルプ(KP、Kraft Pulp)、サルファイドパルプ(SP、Sulfide Pulp)、アルカリパルプ(AP、Alkaline Pulp) などがある。
パルプ繊維はかなり高い純度のセルロース繊維であるためしなやかである。しなやかに絡み合うため、紙にしたときの強度は強い。ただし、セルロース純度が高くなるために、木材からのパルプ収率は50パーセント程度となる。
このパルプは色が茶色なので、セメント袋など以外の用途には漂白処理をして紙にする。この漂白工程で塩素系漂白剤を多く使っていたので環境汚染が問題になったこともあったが、酸素、オゾン、過酸化水素などを用いる酸素系漂白の技術が発展し、現在では日本でもほとんどの製紙工場で酸素系漂白が主流になった。（無塩素漂白パルプなど参照のこと。）
分解・分離した残りの50パーセントは木材繊維を固めているリグニンや樹脂成分であるが、この廃液（薬品を含む）を濃縮したものを黒液と呼び、回収ボイラーで燃焼させ、製紙プラントのエネルギーとして利用されているほか、マツ材からでるものはロジンの原料にもなる。
現在、日本のバージンパルプは環境・社会・経済の面から適切に管理された植林木チップを原料とするKPが主流である。

## 供給地
スカンジナビア半島、北アメリカ大陸で針葉樹原料のパルプが多く生産されることから、この地域のメーカーが世界のパルプ市況を左右していた。
日本では、明治時代に国産パルプの生産が始まったが限定的であり、スウェーデンからの輸入品が価格決定権を有していた。しかし第一次世界大戦が勃発すると欧州からの輸送が途絶。樺太工業などが樺太に工場を建設して日本の需要を満たした。以後、1941年（昭和16年）までは日本のパルプ材需要の80%は樺太材から生産されるものとなっていた。第二次世界大戦後は、樺太からのパルプ供給が途絶えて需給がひっ迫。アラスカ州南東部の森林資源に着目して、日米両国政府が支援するアラスカパルプが設立されて供給が行われた。
2000年代以降は6年 - 7年で収穫が可能なユーカリの植林地が増加しているブラジル、インドネシアなどを中心に広葉樹の利用も伸びている。

### 国別の産出量
2012年における国別の産出量は以下の通りである。
| 順位 | 国             | パルプの生産量(万トン) | 全世界での割合(%) |
| ---- | -------------- | ---------------------- | ----------------- |
| 1    | アメリカ合衆国 | 5,086                  | 27.5              |
| 2    | 中国           | 1,921                  | 10.4              |
| 3    | カナダ         | 1,719                  | 9.3               |
| 4    | ブラジル       | 1,406                  | 7.6               |
| 5    | オーストラリア | 1,202                  | 6.5               |

## 商取引上の単位
パルプは生産量の地域格差があるため、貿易取引が盛んであるが、（特に木材パルプでは）原料自体が水分を含んでおり、単純な重量単位当たりの価格では運送途上での水分蒸発等により値決めが困難な場合がある。そのため、風乾や絶乾といった概念を用いる。
- 風乾（Air Dry） - 全重量中パルプ繊維を88% 〜 90%含む（それ以外は水分）。重量単位はADMT（Air Dry Metric Ton）。
- 絶乾（Bone Dry） - 全重量中パルプ繊維が100%を占める。重量単位はBDMT（Bone Dry Metric Ton）。

## ウシの飼料
日本製紙はパルプでウシの飼料を開発した。